# Caffrocrambus polyphemus
Caffrocrambus polyphemus là một loài bướm đêm trong họ Crambidae.